# João César das Neves
João Luís Alves César das Neves (Lisboa, 1957) é um economista, catedrático e professor universitário português. É casado e pai de quatro filhos.

## Biografia
Professor catedrático e presidente do Conselho Científico da Católica Lisbon School of Business & Economics obteve na mesma faculdade a licenciatura, que concluiu com média de 16 valores, e o doutoramento em Economia. Ocupou vários cargos de gestão académica na Católica Lisbon School of Business and Economics, merecendo destaque a Presidência do Conselho Cientifico da Faculdade, a presidência do Comité de Ética (Católica Lisbon Ethics Committee on Human Persons Participation in Behavioral Sciences Research), entre muitos outros. 
Possui ainda um mestrado em  Economia pela Universidade Nova de Lisboa e um mestrado em Investigação Operacional e Engenharia de Sistemas pelo Instituto Superior Técnico. Foi assessor económico do Primeiro-Ministro Cavaco Silva entre 1991 e 1995, em 1990 foi assessor do ministro das Finanças e, de 1990 a 1991 e de 1995 a 1997, técnico superior do Banco de Portugal. Autor de mais de trinta livros e de múltiplos artigos científicos, é também colaborador na imprensa, assinando a coluna Não há almoços grátis, no Diário de Notícias.
Em novembro de 2016, César das Neves publicou um livro (As 10 Questões do Colapso) onde explicava o que considerava ser o provável colapso que a economia portuguesa sofreria ainda em 2016 ou em 2017, um colapso similar ao de 2011. O livro inseriu-se no contexto do "discurso do diabo" do antigo Primeiro-Ministro e então Líder da Oposição Pedro Passos Coelho, ou seja, da ideia de que a política económica do governo de António Costa de redução ou reversão da austeridade iria levar Portugal a um colapso económico no curto prazo, provavelmente com necessidade de um novo resgate da Troika. As previsões de César das Neves (e de Passos Coelho) acabaram por não se concretizar: em 2016 o governo obteve um défice orçamental de 2,1% (o mais baixo da Terceira República) e em 2017 a economia de Portugal cresceu 2,7% (o maior crescimento desde 2000). Em janeiro de 2018, César das Neves disse que o livro foi "o maior fiasco" da sua carreira, mas que "ainda temos o risco do colapso".

## Obra
Seguem-se algumas das suas obras:
- Neves, J.C. (2016) As 10 Questões do Colapso — Portugal: A provável derrocada financeira de 2016-2017, Dom Quixote
- Neves, J.C. (2014) Portugal, esse desconhecido, Dom Quixote
- Neves, J.C. (2014) As Figuras do Presépio, Lucerna
- Neves, J.C. (2013) As 10 Questões da Recuperação, Dom Quixote
- Neves, J.C. (2011) As 10 Questões da Crise, Dom Quixote
- Neves, J.C. (2008) Introdução à Ética Empresarial, Princípia Editora, Lisboa
- Neves, J.C. (2004) Dois milhões de Anos de Economia, Universidade Católica Editora, Lisboa
- Neves, J.C. e S. Rebelo (2001) O Desenvolvimento Económico em Portugal, Bertrand Editora
- Henderson, David R. e J. C. Neves (eds) (2001) Enciclopédia de Economia, Principia, Lisboa
- Neves, J.C. (2001) A Economia de Deus, Grifo e Principia, Lisboa
- Neves, J.C. e F.A. Silva (1999) António Manuel Pinto Barbosa - Uma Biografia Económica, Editorial Verbo, Lisboa
- Neves, J.C. (1998) Nobel da Economia - as primeiras três décadas, Principia, Lisboa
- Neves, J.C. (1997) Princípios de Economia Política, Editorial Verbo
- Neves, J.C. e S. Rebelo (1996) Executivos Interpelam Portugal: questões-chave da nossa economia, Editorial Verbo
- Neves, J.C. (1995) Questões Disputadas 55 Perguntas Económicas do Nosso Tempo, Difusão Cultural
- Neves, J.C. (1995) Uma Galeria de Arte - Grandes Marcos da História da Economia, Editorial Verbo, Lisboa
- Neves, J.C. (1994) The Portuguese Economy A Picture in Figures, XIX and XX centuries, Universidade Católica Editora, Lisboa,
- Neves, J.C.(1994) Economia, Colecção "O que é", Difusão Cultural, Lisboa (2a ed. 1995), Edição revista 2003
- Neves, J.C.(1992) Introdução à Economia, Editorial Verbo, Lisboa (2ª ed. 1993, 3ª ed. 1995, ..., 9ª ed. 2011)
- Cavaco Silva, A. e J.C. Neves (1992) Finanças Públicas e Política Macroeconómica, Universidade Nova de Lisboa, 2ª edição, Lisboa
- Neves, J.C. (1990) Da Validade Científica do Conceito de Equilíbrio de Pobreza, Centro de Estudos Fiscais do Ministério das Finanças
- Neves, J.C. (org.) (1985) Pobreza Perspectivas de Análise Pluridisciplinar, UCP, Lisboa